# Vacuna de ADN

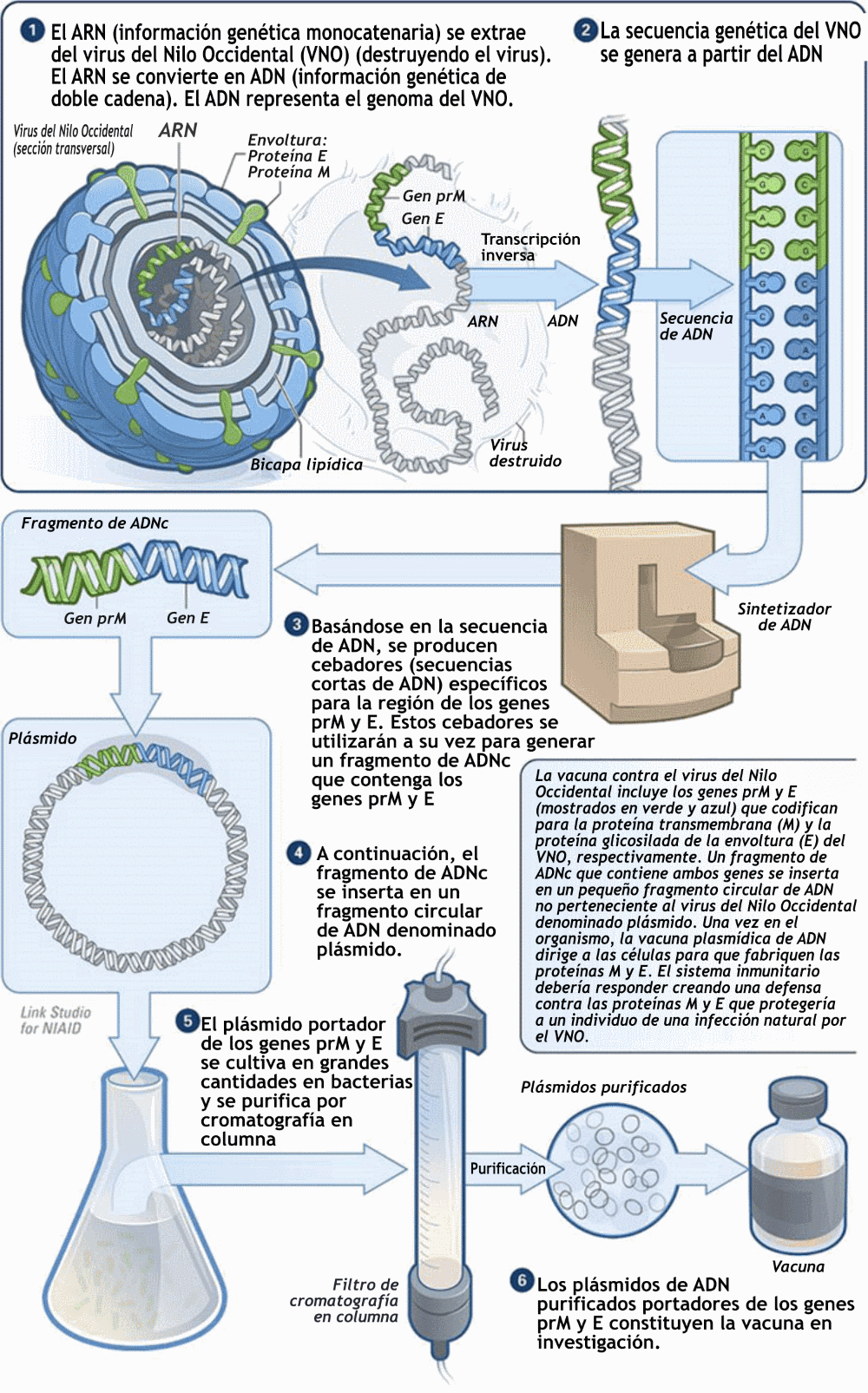
Elaboración de la vacuna

La vacuna de ADN es una vacuna de desarrollo reciente, consistente en la inyección directa de ADN a través de un plásmido o un vector de expresión Este ADN codifica una proteína viral antigénica de interés, que inducirá la activación del sistema inmune. De esta forma se puede inducir tanto anticuerpos neutralizantes (respuesta humoral) como inmunidad mediada por linfocitos T citotóxicos (respuesta celular).
Funciona al insertar ADN de bacterias o virus dentro de células humanas o animales. Algunas células del sistema inmunitario reconocen la proteína surgida del ADN extraño y atacan tanto a la propia proteína como a las células afectadas." Dado que estas células viven largo tiempo, si el agente patógeno (el que crea la infección), que normalmente produce esas proteínas, es encontrado tras un periodo largo, serán atacadas instantáneamente por el sistema inmunitario." Una ventaja de las vacunas ADN es que son muy fáciles de producir y almacenar." Este tipo de vacuna comenzó a conocerse en la década de 1990 y todavía hoy, en 2021, continúan realizándose numerosos estudios dentro del campo de la experimentación. Aunque no son de uso clínico por el momento, sus expectativas son muy prometedoras. 
La manera de aplicar estas vacunas podría ser a través de liposomas (en cremas), inyecciones o a través de biobalística.

## Ventajas
- Expresión endógena del antígeno, semejante a la infección natural.
- Se produce una estimulación antigénica continua que permite una inmunidad duradera en el individuo.
- Es fácil y segura la producción del ADN.
- El ADN es una molécula estable frente a variaciones de temperatura, siempre que sea dentro de un rango determinado.
- Se estarían transfiriendo moléculas de ADN las cuales son fáciles de transportar y constituyen un menor biopeligrosidad.

## Limitaciones e inconvenientes
- Su eficacia es baja y depende de la expresión del vector en las células.
- Se podría inducir anticuerpos anti-ADN. Se ha observado que la aplicación de estas vacunas en modelos animales ha llegado a desencadenar una reacción hacia las propias moléculas de ADN pero se desconoce su efecto en humanos.
- El ADN se podría integrar en el cromosoma si no se tiene cuidado con el promotor de transcripción utilizado.